# Застрявший в чулане
«Застрявший в чулане» (англ. Trapped in the Closet) — 12 серия 9 сезона (№ 137) сериала «Южный Парк», премьера которого состоялась 16 ноября 2005 года. В эпизоде Стэн присоединяется к саентологии в поисках чего-нибудь «интересного и бесплатного». После чего обнаруживается, что у него очень высокий «тэтан уровень», и его признают реинкарнацией Л. Рон Хаббарда, основателя Церкви саентологии. Название является отсылкой к серии песен R. Kelly, который также высмеивается в эпизоде.
Эпизод вызвал серьёзные споры. Том Круз, который был в нём спародирован, по некоторым сообщениям угрожал расторгнуть соглашения с Paramount Pictures относительно съёмок в фильме «Миссия невыполнима 3», если Viacom, владелец Paramount Pictures и Comedy Central, позволит эпизоду снова выйти в эфир. Повторный показ серии был запланирован на 15 марта 2006 года, но вместо неё был показан эпизод «Солёные шоколадные яйца Шефа». Comedy Central объяснило ситуацию тем, что хотели отдать дань уважения Айзеку Хейзу, но создатели Южного парка Трей Паркер и Мэтт Стоун посчитали иначе. Они выпустили сатирическое заявление, в котором посмеялись над Comedy Central и саентологией, подписавшись «слугами тёмного лорда Ксену». Хейз, который озвучивал Шефа, начиная с самой первой серии сериала, попросил расторгнуть контракт незадолго до начала 10 сезона сериала. Причиной ухода, как сообщил Мэтт Стоун, стало членство Хейза в Церкви саентологии, и, несмотря на то, что Хейз одобрительно относился к сатире в шоу, данный эпизод показался ему очень обидным. Хейз, будучи саентологом, посчитал, что «создатели мультфильма перешли ту грань, у которой заканчивается сатира и начинается религиозная нетерпимость». С тех пор данная серия транслировалась Comedy Central несколько раз, также её можно посмотреть на сайте South Park Studios.
«Застрявший в чулане» был номинирован на «Эмми» 6 июля 2006 года, в категории «Лучшая анимационная программа, продолжительностью менее одного часа». Это шестая серия, номинированная на «Эмми» (в 2005 году «Эмми» получил эпизод «Лучшие друзья навсегда»). Кроме того, эпизод вошёл на DVD South Park: The Hits, Comedy Central поместил его в «10 эпизодов Южного парка, которые изменили мир», он был спародирован Конаном О’Брайеном на 58-й церемонии вручении наград «Эмми», упоминается в фильме «Мост», посвящённом критике саентологии. TV Guide дал эпизоду 17 строчку в своём списке «100 лучших телевизионных серий всех времён». В 2011 году стало известно, что Церковь саентологии инициировала поиск компрометирующих материалов против Мэтта Стоуна, Трея Паркера и их друзей, с целью надавить на них, сразу после выхода серии в эфир. Об этом поведал бывший участник Церкви саентологии Марк Рэтбан, опубликовавший соответствующие документы в своём блоге.

## Сюжет
Стэн копит деньги на велосипед, и поэтому не идёт с Кайлом, Картманом и Кенни играть в лазертаг. В поисках чего-нибудь «интересного и бесплатного» он проходит психологический тест саентологов. По результатам теста выходит, что Стэн «совершенно несчастлив и в глубокой депрессии» (хотя сам Стэн об этом не подозревал). К счастью, саентология готова прийти на помощь — всего за 240 долларов. Дома Стэн просит у родителей денег на борьбу с депрессией, но те предлагают потратить деньги, которые он копил на велосипед. Стэн платит саентологам. После краткого рассказа о саентологии, Мишель во время одитинга измеряет его «тэтан уровень» с помощью устройства под названием «Е-метр». Мишель шокирована высокими результатами, о них докладывают в штаб-квартиру саентологии в Лос-Анджелесе. Изучив показатели, президент саентологии решает, что Стэн — не кто иной, как инкарнация Рона Хаббарда, основателя саентологии.
Вокруг дома Стэна собирается большая толпа саентологов (среди них — Джон Траволта), чтобы отпраздновать «второе пришествие» Хаббарда (Стэн в этот момент выносит мусор). Прилетает на вертолёте нынешний глава Церкви Саентологии. Он беседует с родителями Стэна. Те недовольны, но президент говорит: «Мы просим его не присоединиться к нам, а вести нас». Отец отправляет Стэна спать, но тот обнаруживает в своей комнате Тома Круза. Круз уверен, что Стэн — реинкарнация Хаббарда. Он спрашивает у Стэна, нравятся ли тому его актёрские работы. Тот отвечает, что Том Круз играет «неплохо», хотя ему больше нравятся Леонардо Ди Каприо, Джин Хэкман и «тот парень, что играл Наполеона Динамита». Том не может перенести того, что «Рон Хаббард назвал его неудачником», и запирается в чулане Стэна. Стэн зовёт отца, и тот требует, чтобы Круз вышел из чулана. Но и 4 часа спустя он отказывается выходить. Толпа вокруг дома Стэна растёт. Приходит музыкант Ар Келли и поёт короткую песенку о том, что Том Круз заперся в чулане неизвестно зачем. В финале он достаёт пистолет и угрожает кого-нибудь застрелить, если ему не объяснят, почему Том Круз залез в чулан.
Тем временем саентологи предлагают открыть Стэну великий секрет жизни. Тот соглашается. Обычно проходит несколько лет, прежде чем член Церкви Саентологии может узнать эту информацию, но для Стэна делают исключение. Президент рассказывает ему краткую историю Ксену в соответствии с настоящим документом OT III. Рассказ сопровождается анимацией; при этом на экране появляется надпись «МЕЖДУ ПРОЧИМ, САЕНТОЛОГИ ДЕЙСТВИТЕЛЬНО ВО ВСЁ ЭТО ВЕРЯТ». После этого президент говорит, что Стэн должен продолжать писать с того места, на котором остановился Рон. Тем временем в комнате Стэна Николь Кидман пытается уговорить Тома выйти из чулана, но Том упорно отрицает, что он сидит в чулане. Стэн начинает писать, и у него не остаётся времени на друзей. Кайл беспокоится, что Стэн вступил в «культ», но Стэн утверждает, что саентология основывается на фактах. Джон Траволта тоже пытается уговорить Тома выйти из чулана, но в конце концов сам запирается в чулане вместе с ним. На улице Ар Келли поёт короткую песенку о том, как развиваются события, выхватывает пистолет, берёт заложницу и угрожает «шлёпнуть эту сучку». Стэн показывает свои черновики президенту саентологии. Тот одобряет большую часть работы, но когда Стэн говорит, что «чтобы стать настоящей церковью, мы не должны брать деньги за помощь», президент объясняет, что брать деньги — это их главная цель, ведь саентология — это одна большая афера, и, если Стэн продолжит писать, то они вместе заработают 3 миллиона долларов. Стэна это вполне устраивает. В комнате Стэна Ар Келли поёт короткую песенку, чтобы уговорить Тома и Джона выйти из чулана. Он злится и достаёт пистолет. Дверь чулана открывается, и он заходит внутрь.
На улице президент представляет Стэна его последователям. Но Стэн вдруг понимает, что не может обманывать людей, которые так ему доверяют. Он объявляет, что он не реинкарнация Рона Хаббарда, а «саентология — это одна большая афера». Саентологи приходят в ярость и угрожают подать на него в суд. Круз, Траволта и Ар Келли наконец выходят из чулана, при этом Круз тоже угрожает подать на Стэна в суд. Стэн говорит, что ему не страшно; на этом эпизод заканчивается, а в титрах все имена заменены на «Джон Смит» и «Джейн Смит». Реакция Тома Круза и изменение титров являются отсылкой к репутации саентологов судиться со своими противниками.

## Создание эпизода
«Южный Парк» уже ранее пародировал саентологию на церемонии MTV Movie Awards 2000. Была показана короткометражка под названием «Gauntlet», в которой фигурировали «Джон Траволта и церковь саентологии», прибывшие на космическом корабле для того, чтобы победить Рассела Кроу в образе гладиатора и попытаться привлечь мальчиков присоединиться к саентологии. Траволта, вместе со своими товарищами саентологами, был изображён как псайкл, точно так же, как в фильме «Поле битвы: Земля». «Южный Парк» также уже пародировал саентологию в более раннем эпизоде «Суперлучшие друзья», в котором вокруг Дэвида Блэйна формируется его собственный культ под названием «блэйнтология». Паркер и Стоун впоследствии говорили, что это была отсылка к саентологии.
Паркер утверждал, что участие Айзека Хейза прежде удерживало создателей шоу от создания целой серии, которая бы пародировала саентологию. Однако, решение в конечном итоге всё же создать эпизод Южного парка, в котором высмеивается саентология, в некоторой степени было вдохновлено дружескими отношениями создателей шоу с Пенном Джилеттом. Джилетт первоначально планировал создать эпизод Bullshit!, посвящённый саентологии, но Showtime запретил ему это делать, чтобы не вызвать возможные судебные преследования со стороны Церкви саентологии. Паркер заметил: 

Мы решили «всё, хватит». Нам говорили, что этого делать нельзя, но нельзя было повторять это Мэтту и мне без конца. Терпение кончилось, и мы всё-таки сделали это. И пришлось сказать Айзеку — «мужик, ничего личного, мы с тобой хорошо работали, но это South Park, и если мы не сделаем это, то как же потом смотреть в глаза всем, кого мы уже сделали?» И вот мы поняли, что мы должны это сделать, и мы сделали это, и, наверное, мы открыли людям окно, и они стали меньше бояться.Оригинальный текст (англ.)We’re like, Let’s just avoid that for now. But we’re friends with Penn Jillette, and Showtime wouldn’t let him do an episode of Bullshit! on Scientology. We’re going, That’s fucked up. And hearing other people say, “You can’t do that,”—you can only say “You can’t do that” so many times to Matt and me before we’re gonna do it. Finally, we just had to tell Isaac, “Dude, we totally love working with you, and this is nothing personal, it’s just we’re South Park, and if we don’t do this, we’re belittling everything else we’ve ripped on.” So we realized we had to do it, and now that we’ve done it, now it’s like we’ve sort of opened the floodgates. People will be less scared.— Трей Паркер
Хотя до выхода эпизода поднимались вопросы о том, что было бы разумно не пародировать Круза и саентологию во избежание осложнений, Comedy Central заявило, что полностью поддерживает Паркера и Стоуна. Представитель телеканала заявил в ноябре 2005 года в интервью RadarOnline, что: «Они свободны и вольны высмеивать всё что они хотят. Они смеялись над MTV, они смеялись над Viacom, они смеялись над Comedy Central и мы никогда не вмешивались в их работу».
В процессе создания эпизода в качестве консультанта с Паркером и Стоуном работал журналист Марк Эбнер, специализирующийся на журналистских расследованиях. Эбнер ранее работал в The New York Times и написал книгу Hollywood, Interrupted, в которой анализируется Церковь Саентологии и степень её влияния на Голливуд, а также взаимоотношения Тома Круза и Джона Траволты с саентологией. На официальном сайте Comedy Central, в разделе посвящённом этому эпизоду утверждается, что «Застрявший в чулане», описывая саентологию нисколько не преувеличивает: «Ничего, что Вы здесь видите не преувеличено ни в малейшей степени. Серьёзно». Название эпизода является отсылкой к одноимённой песне R. Kelly, сам он также появляется в эпизоде и поёт схожую песню. Мэтт Стоун позднее сказал о поводе, приведшем к созданию серии: «Том Круз стал вести себя как безумный. Он оставался безумным уже очень долго — и об этом продолжали говорить новости — и мы сделали эпизод о Томе Крузе».

## Споры

### Уход Айзека Хейза

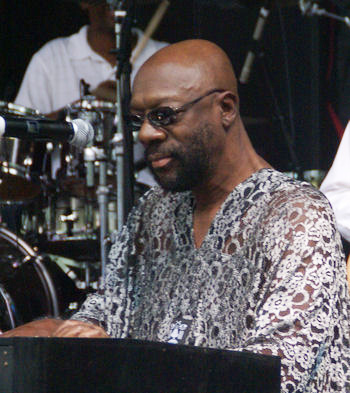
Айзек Хейз озвучивал Шефа в Южном парке

13 марта 2006 года Айзек Хейз заявил, что уходит из шоу, потому что были оскорблены его религиозные чувства. Он сказал: «В мире есть место для сатиры, но есть грань, когда сатира заканчивается, и начинается нетерпимость и фанатизм по отношению к религиозным верованиям других людей. Религиозные верования являются священными для людей, и во все времена должны уважаться. Будучи последние 40 лет правозащитником, я не могу поддержать показ того, что не уважает религиозные убеждения». The Guardian отметила, что Хейз не упоминал отдельно саентологию в своём заявлении. Позже в интервью на программе Showbiz Tonight на канале CNN Хейз отметил, что он не видел эпизод, однако весьма наслышан о нём. Позже в отдельном интервью он якобы сказал о Паркере и Стоуне: «Ребята, всё что вы показали — это неправильно. Мы не такие. Но я понимаю зачем они это сделали. Я бы им посоветовал посетить пару курсов саентологии, и понять, что мы делаем. (Смеясь)».
Отвечая на претензии Хейза, Стоун заявил: «Это на 100 процентов связано с его верой в саентологию. У него не было никаких проблем и он подал много идей, когда наше шоу высмеивало христиан». По словам Стоуна и он, и Трей Паркер «знали точку зрения Айзека, когда они делали эпизод о саентологии. Он хотел, чтобы применялись стандарты по отношению ко всем религиям, кроме его собственной, по-моему именно здесь начинается нетерпимость и фанатизм». Стоун также отметил, что «В течение 10 лет и на протяжении более 150 эпизодов Южного парка, у Айзека никогда не было проблем с тем, что шоу высмеивало христиан, мусульман, мормонов, евреев. Он получил удар по своей религиозной чувствительности только тогда, когда его религия была высмеяна в шоу. Это весьма нелогичное поведение для борца за гражданские права. Конечно, мы освободили Айзека от условий контракта и желаем ему всего наилучшего». Позднее из комментариев Стоуна стало известно, что до показа эпизода Хейз просил создателей Южного парка отложить выход его в эфир и не включать его в сборник на DVD, но они отказались.
Существовало много противоречивых версий относительно точной природы ухода Айзека Хейза. Дополнительные аргументы, приведённые им спустя 9 месяцев после ухода заключались в следующем: «Они не платили мне достаточно» и «Они были не так уж хороши». В конце 2007 года появились сообщения, что Хейз был вынужден уйти из-за инсульта, который он пережил в январе 2006 года. Согласно статье в FOX News, агент Хейза, Кристин Кимбалл, сама набожный адепт саентологии, стала источником информации о том, что Хейз ушёл из Южного парка именно по причине разногласий на религиозной почве. Мэтт Стоун высказался в поддержку этой версии в 2007 году в интервью Rolling Stone, отметив, что «Есть сообщения, что у Айзека был инсульт, и саентология была для него предлогом, чтобы бросить шоу. Если Вы посмотрите на календарь, Вы увидите, что что-то не так». В связи с уходом Хейза в эпизоде «Возвращение Шефа» Шеф был озвучен с помощью предварительно записанных фрагментов диалогов в предыдущих сериях. Персонаж погиб в этой серии в результате удара молнии, сожжения, падения на кол, выстрелов и растерзания дикими зверями в конце эпизода.

### Пародия на Тома Круза
Создатели эпизода использовали двусмысленность выражения «выйти из шкафа», имея в виду, что Том Круз действительно отказывался выходить из шкафа Стэна, спародировав тем самым слухи вокруг Круза. Круз действительно вёл судебные процессы в отношении других лиц, распускавших слухи вокруг его сексуальной ориентации, в связи с этим некоторые предположили, что он будет судиться с Южным парком.
Опасения по поводу возможного судебного преследования были и в других странах, где показывают Южный Парк. Планируемый показ эпизода на канале Paramount Comedy 1 был отменён из-за опасений, что Круз подаст в суд. В Австралии канал SBS TV показал эпизод в конце февраля, и пресс-секретарь канала сказал об этом:

Мы не получали никаких предупреждений в юридическом плане, поэтому мы собираемся показать эпизод и быть про́клятыми.Оригинальный текст (англ.)We haven't received any legal threats so we're going to publish and be damned— The Daily Telegraph (Australia)

### Клозетгейт

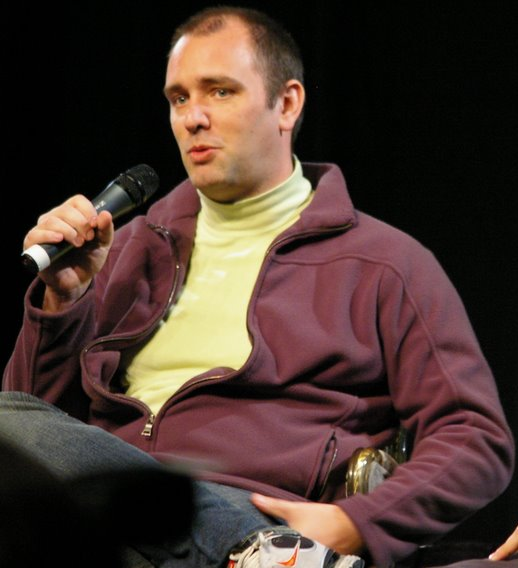
Трей Паркер, один из создателей Южного парка

Эпизод планировалось показать повторно 15 марта 2006 года на Comedy Central, но показ был отменён без предварительного уведомления, и серия была заменена на «Солёные шоколадные яйца Шефа». Представители Comedy Central заявили, что эпизод был заменён как дань уважения Айзеку Хейзу после его ухода из шоу двумя днями ранее. На следующий день блог Hollywoodinterrupted.com заявил, что владелец Comedy Central Viacom отменил повторный показ из-за угрозы Круза бойкотировать рекламный тур своего предстоящего фильма «Миссия невыполнима 3». Подобные утверждения вскоре также сообщают E! News и American Morning. Fox News также отметили угрозы от Тома Круза, заявив, что тот готов «отступить от своих рекламных обязанностей насчёт „Миссии невыполнима 3“, если Viacom не отменит повторение эпизода», и в качестве доказательства упоминалась «вражда между Крузом и Viacom» (которому также принадлежит Paramount Pictures, дистрибьютор «Миссии невыполнима 3»). Программа на CNN The Situation Room с Вольфом Блитцером также сославшись на «свои источники», заявила, что эпизод был снят с эфира, «потому что кабельная сеть и киностудия, с которой сотрудничает Том Круз принадлежат одной компании». The New York Post отметила, что эта жёсткая линия вполне в духе Круза, утверждая, что он был ответственным за то, что сексуальная сцена с участием его тогдашней невесты Кэти Холмс была удалена из фильма «Здесь курят» до выхода на экраны.
The Washington Post сообщила, что фанаты South Park «нанесли ответный удар» в марте 2006 года, пригрозив бойкотом «Миссии невыполнима 3», пока Comedy Central не поставит «Застрявший в чулане» обратно в сетку вещания. Мелисса Макнамара из CBS News позже поставила под сомнение действительно ли этот бойкот сильно отразился на фильме; «Миссия невыполнима 3» заработала неплохие кассовые сборы после премьеры. Создатели Южного парка не стали комментировать непосредственно решение Comedy Central о снятии эпизода с эфира. Как сообщается, потому что они не хотели обсуждать этот вопрос, чтобы не ставить Круза в неловкое положение. Вместо этого они выступили с заявлением в еженедельнике Variety 17 марта 2006 года, подписавшись «Трей Паркер и Мэтт Стоун, слуги Темного Лорда Ксену».

«Ну евреи, покажите им, кто действительно управляет Голливудом» — реклама Comedy Central, Variety, 1 августа 2006 года

Los Angeles Times назвала споры вокруг повторного показа эпизода «Клозетгейтом». The Independent позже отметила эпитет Los Angeles Times, заметив, что споры породили положительную рекламу для создателей шоу: «Для Стоуна и Паркера, Closetgate поистине неиссякаемый подарок». Эпитет «Клозетгейт» с тех пор используется для обозначения «шумихи» вокруг ухода Айзека Хейза и повторного показа серии, и другими источниками, включая Yahoo! Movies, BBC, Turner Classic Movies, Herald Sun, Торальфа Фагертана из Университета Тромсё и Chicago Sun-Times.
Представитель Круза ответил на разразившийся спор вскоре после того, как он начался, в интервью Associated Press заявив, что обвинения в адрес Круза были несправедливы и что «он никогда не говорил такого». По данным Washington Post, представитель Круза утверждал, что «Том не имел к этому никакого отношения. Последние 6 месяцев он был занят раскруткой Миссия невыполнима 3. Мы понятия не имеем, откуда это взялось». Позже Круз разъяснил ситуацию в интервью в прайм-тайм на ABC в середине апреля. Когда его спросили о том, был ли он связан с остановкой повторного показа эпизода на Comedy Central, Круз заявил: «Для начала, как вы вообще представляете себе такую беседу? Я никогда не сяду беседовать с человеком, чтобы осуждать его религиозные воззрения. Вся эта история вообще не заслуживает обсуждения. Я вообще понятия не имел, что обо мне говорили. У меня работа, съёмки, семья. Я занят. У меня нет времени интересоваться, что они там обо мне говорят». Представитель Круза также отрицал причастность к этому вопросу, в частности, отвечая на обвинения, что Круз использует своё влияние на проталкивание своей позиции в корпоративных вопросах. В апреле 2006 года TelevisionWeek сообщил, что поклонники разместили эпизод в нескольких местах в интернете. В то же время эта серия была просмотрена более 700 000 раз на YouTube. Онлайн-петицию за повторный показ эпизода подписали 5 000 раз. TelevisionWeek отметил, что Comedy Central «смотрел сквозь пальцы на распространение эпизода онлайн», словно «находясь в чулане». Представитель MTV Networks, владельца Comedy Central, подтвердил, что они не просили YouTube убрать эпизод с их сайта. The Situation Room также отметил, что отрывки из эпизода были всё ещё доступны на веб-сайте Comedy Central. В мае 2006 года «Застрявший в чулане» был показан в Лондоне, в Национальном театре кино. Бесплатный показ предварялся обсуждением с Паркером и Стоуном, которые сказали, что показ был «проявлением свободы слова». Бесплатные копии эпизода были выданы участникам после просмотра.

Паркер и Стоун изображены, рисующими граффити на знаке Церкви саентологии в Лос-Анджелесе

19 июля 2006 года Comedy Central сделал объявление о повторном показе серии в 10:00 по тихоокеанскому времени и сделал это снова, 23 июля в 11:00 вечера по времени восточного побережья. Мэтт Стоун заявил, что «Если бы этот эпизод не показали повторно, были бы серьёзные проблемы, и мы бы больше ничего не делали вместе с каналом». После того как было запланировано повторно показать эпизод, Трей Паркер и Мэтт Стоун дали интервью на CNN ведущему программы Showbiz Tonight, в котором они заявили, что все споры только увеличили рекламу эпизода. Паркер сказал: «Я бы действительно не смог бы организовать это лучше. Вы знаете, что я имею в виду? Это было феноменально. Том Круз сделал больше для South Park, чем кто-либо в мире».
Этот эпизод был выпущен на нескольких DVD-изданиях, в том числе South Park the Hits: Volume 1 и South Park: The Complete Ninth Season, в укор предполагаемой просьбе Церкви саентологии или Круза, чтобы эпизод никогда не выходил на DVD. Полный эпизод доступен для просмотра на сайте South Park Digital Studios и на сайте www.southparkstudios.com.
Несколько отсылок на шоу, Comedy Central и саентологию появилось уже после скандала. С 1 августа 2006 года Comedy Central разместил рекламу в Variety, показав героев South Park на фоне Центра саентологии для знаменитостей Л. Рон Хаббарда, с заголовком: «Да ладно, евреи, покажите им кто действительно управляет Голливудом». Хотя часто в общественном мнении это ошибочно воспринимается как пародия на Мэла Гибсона, в связи с его антисемитскими высказываниями, реклама на самом деле поздравляет South Park с номинацией на Эмми за серию «Застрявший в чулане» и высмеивает отмену повторного показа эпизода в марте. Rolling Stone опубликовал статью под заголовком «Still Sick, Still Wrong», отметив годовщину шоу, также сделав отсылку к скандалу. В статье изображены Стоун и Паркер, рисующие граффити с помощью аэрозольных баллончиков, на знаке Церкви саентологии в Лос-Анджелесе, написав: «Is dum» и «Привет Том», сопроводив это изображением головы Картмана.

## Отзывы
В обзоре на South Park: The Complete Ninth Season, The Denver Post заявил, что история про Тома Круза «сделана прекрасно и показана глубина как эпизода, так и шоу в целом». IGN заявил, что «возможно, самой большой слабостью этого сезона является то, что наиболее известные серии „Лучшие друзья навсегда“ и „Застрявший в чулане“ просто сногсшибательны в отличие от других серий сезона». IGN оценил эпизод на 7 из 10. San Francisco Chronicle написала, что «Мэтт Стоун и Трей Паркер, вероятно, достигли своего апогея, когда они смеялись над Томом Крузом и саентологией». Статья в The Times пишет, что Южный Парк «позорно высмеял» тексты Л. Рона Хаббарда «доступные только для тех, у кого определённый тетан-уровень». TV Guide дал эпизоду 17 позицию в своём списке «100 лучших телевизионных серий всех времён», составленном в 2009 году.

### Анализ
Религиовед Хью Урбан в статье в Journal of the American Academy of Religion называл этот эпизод как «резкий пародийный мультфильм» против Церкви саентологии. Профессор философии Университета штата Делавэр Ричард Хэнли проанализировал мифологию саентологии, и то, как она показана в эпизоде «Застрявший в чулане», в своей книге 2007 года South Park and Philosophy: Bigger, Longer, and More Penetrating. Хэнли назвал историю Ксену, представленную в эпизоде, «совершенно нелепой». Он сравнил мифологию саентологии и христианство, в частности непорочное зачатие и пресуществление, заявив: «Давайте будем честными, эти убеждения столь же смешны, как и саентология». В своей книге Хэнли продолжил философский анализ эпизода.
Профессор философии Роберт Арп из Юго-западного университета штата Миннесоты также проанализировал философские и культурные аспекты эпизода в своей книге South Park and Philosophy: You Know, I Learned Something Today. Арп проанализировал реакцию Comedy Central на выход этого эпизода, в разделе своей книги «2005-2006: Comedy Central Caves». Он отметил использование Южным парком заставки «Саентологи действительно в это верят» в эпизоде, отметив, что подобный приём был использован в эпизоде «Всё о мормонах». Делался вывод об отношении Comedy Central к подобным эпизодам. Арп также добавил: «С течением времени видно, что это шоу было более добрым к саентологии, чем Всё о мормонах по отношению к мормонам». Арп также предположил, что Comedy Central не будет показывать эпизод во второй раз, хотя позже он был показан 12 июля 2006 года.

### Награды
Организация Fight Against Coercive Tactics Network, основанная Лоуренсем Уоллершеймом назвала основателей Южного парка «Людьми года 2005» за данный эпизод. Роберт Арп призвал в апреле 2006 года присудить Премию Пибоди эпизоду в связи с его готовностью критиковать нетерпимость, а также в связи с тем, что «Церковь саентологии окружена широко распространённым представлением, что она стремится к молчанию бывших членов и тех, кто критикует её верования и практики», и это было мотивацией создания серии.
Стоун и Паркер хотели, чтобы их эпизод номинировался на Эмми, хотя отметили маловероятность данного события, сказав: «Мы сделали этот эпизод на зло. И пошли они все в Comedy Central». К их удивлению, этот эпизод был номинирован 6 июля 2006 года на Премию Эмми в номинации «Лучшая анимационная программа, продолжительностью менее одного часа». Это была шестая номинация шоу, одну из которых оно выиграло за эпизод Лучшие друзья навсегда. Однако премию выиграл эпизод Симпсонов The Seemingly Never-Ending Story. Колумнист Los Angeles Times Том О’Нил предположил, что отсылка к премии Эмми в октябре 2007 в эпизоде «Больше дерьма», возможно является ссылкой на то, что эпизод не выиграл номинацию. Серия также попала в список Comedy Central «10 серий Южного парка, которые изменили мир», трансляция которого началась 24 сентября 2006 года в преддверии премьеры второй половины десятого сезона Южного парка.

### Наследие
Сцена, в которой Круз запирается в чулане, обыгрывалась во время открытия пятьдесят восьмой церемонии вручения премии «Эмми» 27 августа 2006 года, в которой Конан О’Брайен пытается попасть на шоу, но вдруг появляется в комнате Стэна в анимированной форме. Стэн крайне недоволен этим, и Конан бежит в ближайший чулан. Сразу после входа он выходит из чулана и говорит: «Там есть кто-то ещё», намекая на Круза, оставляя дверь открытой. Круз выскакивает следом и закрывает дверь.
Существует сцена в фильме «Мост» Бретта Ганновера, где две молодые женщины со смехом рассказывают волонтёру Церкви саентологии, что они узнали об их организации из Южного парка. Волонтёр отвечает, что она не видела эту серию, и женщины позже показывают ей это видео.